# フランク・アレキサンダー
フランク・アレキサンダー（Frank Alexander 1989年12月17日- ）はルイジアナ州ザカリー出身のアメリカンフットボール選手。ポジションはディフェンシブエンド。

## 経歴

### プロ入り前
大学入学前には、Rivals.com からウィークサイドのディフェンシブエンドとして全米8位に評価された。
オクラホマ大学に進学した彼は、1年次の2008年、9試合に出場し、その内BCSナショナル・チャンピオンシップ・ゲームを含むシーズン最後の5試合で先発出場した。9試合に出場、26タックルをあげた。2年時の2009年、全13試合に出場、オーストン・イングリッシュがシーズン絶望となった後、4試合で先発出場し、23タックル（7ロスタックル）、1.5サックをあげた。アイダホ州立大学戦では3ヤードのファンブルリカバーTDをあげた。3年次の2010年、9試合で先発出場し39タックル（13ロスタックル）、7サックをあげた。4年次の2011年、全13試合に先発出場、54タックル、チームトップの19ロスタックル、8.5サックをあげて、ビッグ12カンファレンスの最優秀守備選手、カンファレンスのオールチームに選ばれている。
ドラフト前のNFLスカウティング・コンバインでは健康診断で異常があったため、ワークアウトに参加できなかった。

### カロライナ・パンサーズ
2012年のNFLドラフトでカロライナ・パンサーズから4巡全体103位で指名された。彼を指名するためにパンサーズは翌年のドラフト3巡指名権も放出し、トレードアップを行った。第8週のシカゴ・ベアーズ戦ではチャールズ・ジョンソンのQBサックにより、ジェイ・カトラーがファンブルしたボールを敵陣16ヤードでリカバーした。第15週のサンディエゴ・チャージャーズ戦ではマリオ・アディソンのQBサックにより、フィリップ・リバースがファンブルしたボールをリカバーした。これはシーズン2度目のファンブルリカバーであった。
この年、全16試合に出場し、25タックル、2.5サック、チーム3位の18回相手QBにプレッシャーを与えた。
2014年シーズンはNFLの薬物乱用ポリシーに違反したとして4試合出場停止処分を受けた。
2015年はプレシーズン第2週のマイアミ・ドルフィンズ戦でアキレス腱断裂の大怪我を負った。

### パンサーズ退団後
2017年にCFLのBCライオンズと契約した。
2020年はXFLのダラス・レネゲイズと契約した が、リーグ戦が打ち切りとなった。

## 人物
腕の長さ、インサイドでのクイックネスを備えている。